# Ar-Rum

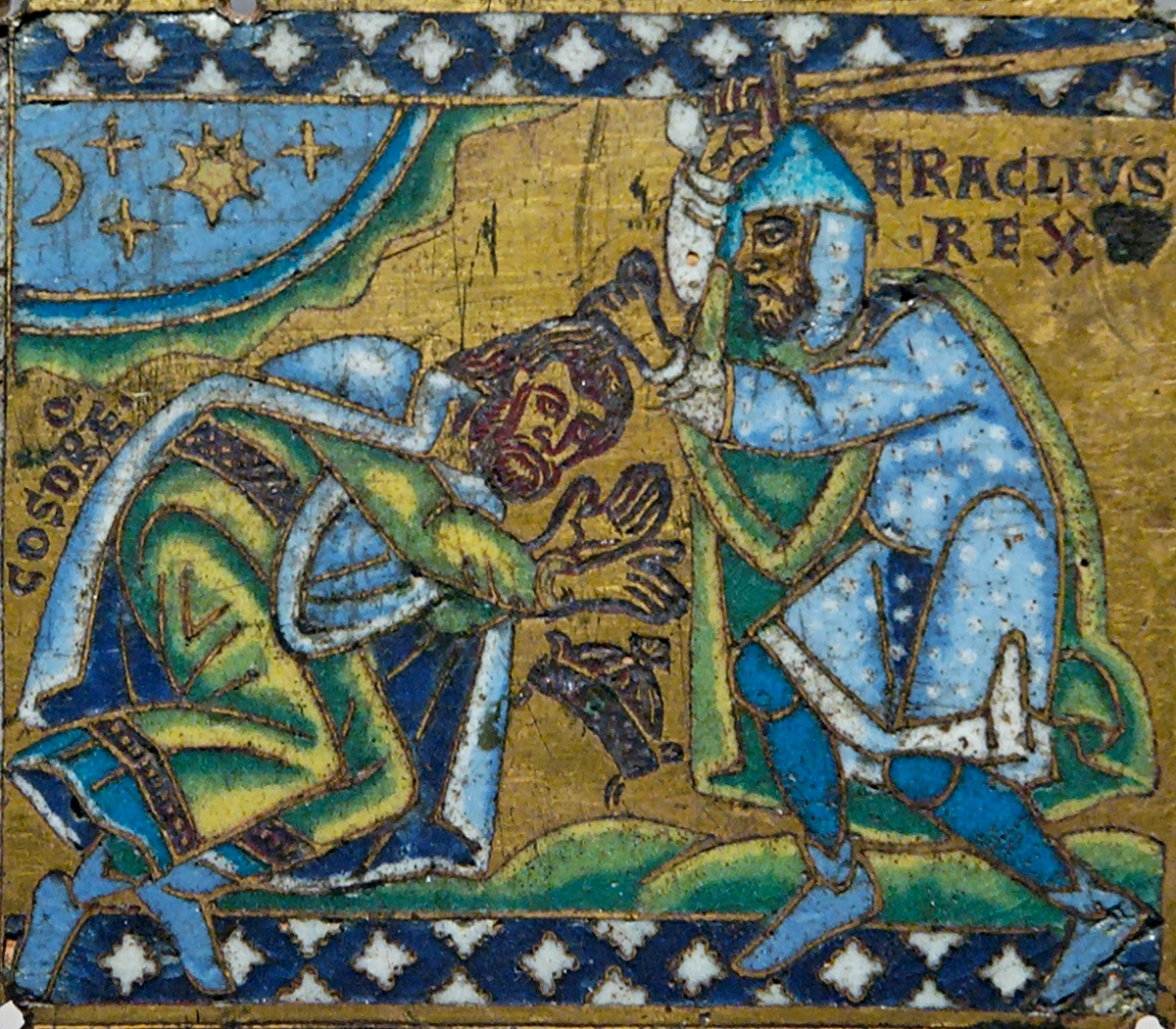
Den bysantinske kejsaren Heraclius besegrar den sassanidiske kungen Khusrov II. Bild från 1160-1170.

sura Ar-Rūm (arabiska: سورة الروم ) ("Bysantinerna") är den trettionde suran i Koranen med 60 verser (ayah). Den uppmanar muslimerna att se fram emot den snara seger som de kristna bysantinerna med kejsar Heraclius i spetsen profeteras få över perserna, trots att det i dagsläget var de som låg slagna. Detta profeterade skeende gick tvärtemot vad Muhammeds motståndare i det qurayshitiska Mekka förväntade sig och utgör därför en viktig parallell till det tidiga muslimska samfundets kommande och lika oväntade seger över qurayshiternas till synes överväldigande herravälde.